# Poetik
Die Poetik (griechisch ποιητική τέχνη „Dichtkunst“) ist die Lehre von der Dichtkunst. Das Adjektiv poetologisch bezieht sich auf die Poetik, wohingegen das Adjektiv poetisch sich meist auf die Poesie bezieht.
Als Dichtungstheorie setzt sie sich theoretisch mit dem Wesen der Dichtung, mit ihrer Wirkung, ihrem Wert, ihren Aufgaben, ihren Funktionen, ihren spezifischen Ausdrucksmitteln und ihren poetischen Gattungen auseinander. Neben Abhandlungen zur Kunsttechnik, die in erster Linie auf Fragen der Herstellung von Dichtung (Poietik) zielen, versucht die Literaturtheorie u. a., einen allgemeinen Begriff dessen zu geben, was „poetisch“ ist, d. h., Kriterien für die Poetizität von Texten zu entwickeln.

## Kunsttechnik – Literaturkritik – Ästhetik
Der Standpunkt, dass Poetik eine reine Kunsttechnik ist, findet sich vor allem in den normativen Regelpoetiken von der Antike bis zum Ende des 18. Jahrhunderts. Regelpoetiken formulieren praktische, erlernbare Anweisungen zur „richtigen“ Erstellung poetischer Kunstwerke – eine Theorie und Praxis, die stark von der Rhetorik beeinflusst ist. Johann Christoph Gottsched ist der letzte maßgebliche deutsche Vertreter einer Regelpoetik, die er in zahlreichen Schriften entwickelt.
Im Zusammenhang mit den von ihr verhandelten Fragen der Kunsttechnik diszipliniert sich die Poetik auch als Literaturkritik und ist in dieser Hinsicht ein unentbehrlicher, aber auch problematischer Teilbereich der Literaturwissenschaft. Die aus Kritik und Philologie sich entwickelnde Literaturtheorie richtet sich zunehmend auf eine objektive Bestimmung der charakteristischen Eigenschaften poetischer Texte bzw. ihrer Poetizität über subjektive Geschmacksurteile hinaus. Im 20. Jahrhundert versuchen Literaturwissenschaftler, das Wesen der Dichtung von ontologischen (Roman Ingarden), erkenntnistheoretischen (Ernst Wolff) oder logischen (Käte Hamburger) Standpunkten aus zu bestimmen. Von der Philosophie aus betrachtet, ist die Poetik ein Teilbereich der Ästhetik, wobei letztere historisch gesehen selbst aus der Poetik hervorgegangen ist.

## Europäische Verfasser von Poetiken und ihre Reflexionen über Poetik

### Antike und Spätantike
- Aristoteles: Peri poietikes (Über die Dichtkunst), heute zumeist bekannt als Poetik

Wichtige systematische Abhandlungen über:
Gattungspoetik (bes. Tragödie, z. T. auch Komödie, Epos), Dichtkunst als mimetische Kunst (Konzept der Mimesis), Wirkungsästhetik (bes. der Tragödie, Konzept der Katharsis).
- Platon: Ion
- Horaz: Epistula ad Pisones (Brief an die Pisonen): De Arte Poetica (Über die Dichtkunst), seit Quintilian meist als Ars poetica (Die Dichtkunst) zitiert

Wichtige Abhandlungen über:
Lehre vom decorum (von der Angemessenheit einzelner formaler Elemente, wie Gattung, Versart), Definition der Aufgaben des Dichters als („aut prodesse volunt aut delectare poetae“) nützen und Vergnügen bereiten, das bis zur Aufklärung missverstandene Mimesis-Konzept ut pictura poesis (ein Gedicht ist wie ein Bild).
- Cicero: De inventione (Über die Auffindung des Stoffes)
- Dionysios von Halikarnassos
- Pseudo-Longinus: Peri hypsous / De sublimitate (Vom Erhabenen)
- Quintilian: Institutio oratoria (Ausbildung des Redners)

Charakteristika der Abhandlungen in der Spätantike: Verschiebung des Interesses von stilkritischen Fragen und von theoretischen und literaturkritischen Ansätzen zum normativen Regelkanon, streng definiert nach der techné der Rhetorik und aufbauend auf dem Dualismus von res und verba (Stoff und sprachliche Form).

### Mittelalter
Poetik wurde im gesamten Mittelalter nur im Rahmen der Rhetorik behandelt, im Lehrsystem der septem artes liberales Die sieben freien Künste.
- Beda Venerabilis: Ars metrica

Knappe Abhandlung der Verslehre
- Matthäus von Vendôme
- Galfredus de Vino Salvo
- Gervais von Melkley
- Johannes de Garlandia
- Everardus Alemannus

Umfangreiche Lehrbücher einer rhetorisch bestimmten Ars versificatoria (Dichtkunst): Lehre von der Amplificatio (Erweiterung verstanden als die kunstvolle Aufschwellung einer Aussage über das zur unmittelbaren Verständigung Nötige hinaus) als Hauptaufgabe des Dichters und Lehre vom Ornatus (Schmuck der Rede durch rhetorische Figuren und Tropen). Weiterführung der Zwei-Stil-Lehre (ornatus facilis – leichter Stil und ornatus difficilis – schwerer, dunkler Stil) begründet auf der antiken Unterscheidung von Attizismus und Asianismus; Umdeutung der Drei-Stil-Lehre (genera dicendi „Redegattungen“ unterscheidet den stilus gravis/sublime, stilus mediocris und stilus humilis „hoher/erhabener, mittlerer und niederer/schlichter Stil“) auf das mittelalterliche Ständesystem.
- Dante: De vulgari eloquentia (Über die Volkssprache)

Durchbruch des engen Rahmens der mittelalterlichen ars versificatoria durch die Hinwendung zur volkssprachlichen Dichtung.
- Snorri Sturluson

Snorri verfasste um 1220 seine Edda, ein Lehrbuch, das sich in erster Linie an Skalden, Dichter an isländischen und norwegischen Herrscherhöfen, richtete. Er gibt darin Beispiele für rund 100 unterschiedliche Versarten und liefert mythologisches Hintergrundwissen, da sich viele der Kenningar, für die altnordische Dichtung typische, bildhafte Umschreibungen bestimmter Begriffe oder Namen auf dieses, zum Zeitpunkt der Entstehung in christlicher Zeit nicht mehr verbreitete Wissen der heidnischen Vergangenheit unmittelbar beziehen.

### Frühhumanismus (Italien)
- Francesco Petrarca
- Giovanni Boccaccio

Neubewertung und Gleichstellung der Dichtung mit der (im MA alles beherrschenden) Theologie.

### Renaissance und Barock

#### Italien
Intensive Beschäftigung mit der antiken Dichtung und Rhetorik führt zur Neuentdeckung der Poetik des Aristoteles und des Horaz; es folgen zahlreiche Übersetzungen ihrer Werke:
- Julius Caesar Scaliger: Poetices libri septem
- Antonio Sebastiano Minturno: De poeta, L'arte poetica

Uminterpretierung der Aristotelischen und Horazschen Poetiken zugunsten des normativen Regelsystems der Rhetorik: der Dichter wird als poeta doctus oder poeta eruditus gesehen, der als gelehrter und gebildeter Dichter über die Regeln der Poetik und Rhetorik verfügt, also weder aus göttlicher Inspiration (poeta vates) noch aus der Kraft der eigenen Subjektivität (Originalgenie), für ein gebildetes Publikum schafft. Die aristotelische Mimesis wird als imitatio (Nachahmung) verstanden, bei der die aristotelische Wahrscheinlichkeitslehre (Dichtung ist Fiktion beruhend auf den Gesetzen der Wahrscheinlichkeit und Möglichkeit – nicht beruhend auf der Realität!) grundlegend verkannt wird; im Zuge dieser Missdeutung findet eine Flut von Nachahmungen mustergültiger klassischer Autoren (Vergil für das Epos, Seneca für das Drama) statt (imitatio veterum). Der Zweck der Dichtung sei die Dreiheit von docere et probare (belehren und argumentieren mittels des stilus humilis), delectare (unterhalten mittels des stilus mediocris) und flectere et movere (berühren und bewegen mittels des stilus gravis/sublime). Das Konzept der Katharsis wird im Sinne eines moralischen Erziehungsprogramms umgedeutet: die Tragödie soll Laster vorführen, die bei den Zuschauern Furcht und Mitleid (ursprünglich bei Aristoteles éleos und phóbos, Jammer und Schauder) erzeugt, welches wiederum zur sittlichen Läuterung führen soll. Die Lehre von den drei genera dicendi wird in der Ständeklausel verfestigt und mit dem Gesetz der Fallhöhe (je höher der soziale Rang des tragischen Helden ist, desto schlimmer und tiefer wird sein Fall vom Publikum empfunden) in die aus dem Wahrscheinlichkeitsdogma abgeleiteten Lehre von den drei Einheiten in die Tragödientheorie des Aristoteles hineingelesen.
- Giambattista Marino
- Emanuele Tesauro Il cannocchiale Aristotelico

Die Poetik des literarischen Manierismus versteht sich als Gegenbewegung zur klassizistischen Renaissance-Poetik. Gefordert wird eine Befreiung von klassizistischen Regeln und dem Wahrscheinlichkeitsdogma zugunsten der poetischen Einbildungskraft. Besonders beliebt ist die überreiche Verwendung von Tropen, Metaphern und Concetti (spitzfindige Wendungen), um die Wirklichkeit in der uneigentlichen, aber phantasievollen und auch intellektuellen Sprechweise in das Bizarre, Groteske, Phantastische und Traumhafte zu steigern, zu verzerren und schließlich aufzulösen.
Die Kontroverse zwischen klassizistischen und manieristischen Poetiken spaltet die italienische Dichtung und Dichtungslehre in einen traditionellen klassizistisch, (attizistisch) und einen progressiven, experimentierfreudigen (asianistisch) Typus; selbige Kontroverse findet sich auch in der sogenannten Querelle des Anciens et des Modernes in Frankreich wieder.

#### Frankreich
Auch hier zunächst die klassizistische Orientierung an antiken Vorbildern und an der italienischen Dichtung und Dichtungstheorie.
- Thomas Sebillet und die Dichter der Pléiade:
- Joachim du Bellay Deffence et Illustration de Langue Françoyse, 1549
- Jacques Peletier du Mans Art poëtique
- Pierre de Ronsard Abrégé de l'Art Poétique François, 1565
- Jean Vauquelin de La Fresnaye L’Art poétique de Vauquelin de la Fresnaye: où l’on peut remarquer la Perfection et le Défaut des Anciennes et des Modernes Poésies entrepris en 1574 à la demande d’Henri III. Publié 1605
- Georges de Scudéry Apologie du théâtre, 1649
- François Hédelin La Pratique du théâtre, 1657
- René Rapin Réflexions sur la poétique d'Aristote et sur les ouvrages des poétes anciens et modernes, 1674
- Nicolas Boileau Art poétique, 1669–1674

Allen Werken ist der normative Charakter, die klassizistische Tragödientheorie mit der Ständeklausel, die Lehre von den drei Einheiten mit der moralisch-pädagogischen Umdeutung der Katharsis gemeinsam. Die Dichtung muss sich generell nach dem Gebot der raison (Vernunft), der vraisemblance (Wahrscheinlichkeit) und der bienséance (Angemessenheit) richten; ihr Zweck besteht in der Verbindung von utilité (Nutzen) und plaisir (Gefallen). Die Mimesis wird als Naturnachahmung (imitatio naturae) verstanden.
- Pierre Corneille Trois discours sur le poème dramatique, 1660

Eine erste Relativierung der sogenannten doctrine classique zeichnet sich hier ab.
- Charles Perrault Querelle des Anciens et des Modernes, 1688–1696

Wird als Auslöser der eigentlichen Gegenbewegung gegen den Klassizismus angesehen, da er die erste Person war, die die ewige Gültigkeit der antiken Muster bestritt.

#### England
- Philip Sidney The Defense of Poesie, An Apology for Poetry

Vertritt den klassizistischen Standpunkt, doch konnte er sich angesichts der offenen Form der Dramen Shakespeares nie ganz durchsetzen.
- John Dryden Of Dramatick Poesy: An Essay
- Alexander Pope Essay on Criticism

Hier versuchen die Autoren einen vermittelnden Standpunkt zwischen dem klassizistischen Regelkanon und der These von der Einmaligkeit und Individualität eines jeden einzelnen Kunstwerks zu finden und zu formulieren.

#### Deutscher Sprachraum
Die italienische und französische Poetik der Renaissance bildet zusammen mit den vermittelnden niederländischen Poetiken von Daniel Heinsius De tragoediae constitutione und Gerhard Johannes Vossius De Artis Poeticae Natura, Ac Constitutione Liber, Poeticarum Institutionum Libri Tres und De Imitatione cum Oratoria, tum praecipue Poetica den Ausgangspunkt für die deutsche Poetik, die bis zur Aufklärung mit Johann Christoph Gottsched als letztem normativen Regelpoetiker klassizistisch bleibt.
Die Grundlage der deutschen Barockpoetik bildet Opitz’ 1624 erschienenes Werk Buch von der Deutschen Poeterey, das, entgegen seiner immer wieder betonten Bedeutung, eigentlich nur eine auszugsweise Übersetzung von Julius Caesar Scaligers lateinischem Lehrbuch Poetices libri septem darstellt. Unter Dutzenden von anderen Poetiken ragen nur wenige heraus:
- Sigmund von Birken Teutsche Rede-bind- und Dicht-Kunst
- August Buchner Anleitung zur Deutschen Poeterey
- Georg Philipp Harsdörffer Poetischer Trichter
- Johann Klaj Lobrede der Teutschen Poeterey
- Daniel Georg Morhof Unterricht von der Teutschen Sprache und Poesie
- Magnus Daniel Omeis Gründliche Anleitung zur teutschen accuraten Reim- und Dichtkunst
- Martin Opitz Buch von der deutschen Poeterey
- Johann Ludwig Prasch Gründliche Anzeige von Fürtrefflichkeit und Verbesserung teutscher Poesie
- Albrecht Christian Rotth Vollständige Deutsche Poesie
- Gottfried Wilhelm Sacer Nützliche Erinnerungen wegen der Deutschen Poeterey
- Johann Peter Titz Zwey Bücher von der Kunst Hochdeutsche Verse und Lieder zu machen
- Andreas Tscherning Unvorgreifliches Bedencken über etliche Mißbräuche in der deutschen Schreib- und Sprach-Kunst
- Christian Weise Curiöse Gedancken von deutschen Versen
- Philipp von Zesen Hochdeutscher Helicon

Freilich gelingt es Opitz erstmals, den klassischen Versmaßen des Lateinischen ein deutsches Pendant gegenüberzustellen. In seiner dichterischen Praxis bleibt Opitz jedoch unbeholfen und hält sich nicht immer an die eigenen Regeln.
In der Folge wird eine rege Diskussion über das Deutsche als Dichtersprache und seinen Wert in den europäischen Literaturen ausgelöst. Wegen der Betonung der Sprachartistik (stilus sententiosus) zeigen sich bei Klaj, Harsdörffer und Zesen auch Einflüsse des Manierismus. Höhepunkt und bedeutendste Zusammenfassung der poetologischen Debatten der Barockzeit ist Birkens Dicht-Kunst aus dem Jahr 1679.

### Aufklärung (Frankreich)
Die klassizistische und manieristische Poetik-Debatte setzt sich in der Aufklärung weiterhin fort, jedoch auf einer anderen Ebene: Abkehr vom akademisch humanistischen Ideal einer imitatio veterum und ihrer Übertragungen in die moderne Nationalsprache, und Neubegründung der Poetik auf der Basis des gesellschaftlichen Verhaltens der Gebildeten. Darüber hinaus tritt das Geschmacksproblem des bon goût (guter Geschmack im Sinne sinnlicher Empfindungen; Urteilsinstanz, die sensuelle und rationale Bewertungskriterien im Hinblick auf das Schöne verbinden vermag) und bel esprit (schöner Witz im Sinne geistiger Spritzigkeit; Urteilsinstanz nach dem Prinzip der rationalen Erkenntnis) in den Mittelpunkt der Diskussion.
- Jean Pierre de Crousaz Traité du beau
- Jean-Baptiste Dubos Réflexions critiques sur la poésie

Für beide Autoren ist allein das „Gefühl“ die oberste Instanz für die Befähigung zum Geschmacksurteil.
- Charles Batteux Les beaux-arts réduits à un même principe

Für ihn steht die letztlich entscheidende Instanz der „Vernunft“ über dem Gefühl.

### Aufklärung (Deutschland)
- Christian Thomasius Welcher Gestalt man denen Franzosen im allgemeinen Leben und Wandel nachahmen soll
- Johann Ulrich König Untersuchung vom guten Geschmack

Dies sind die ersten Vertreter einer deutschen am Geschmacksurteil orientierten Poetik.
- Johann Christoph Gottsched Versuch einer Critischen Dichtkunst, Ausführliche Redekunst, Grundlegung einer Deutschen Sprachkunst, Beyträge zur Critischen Historie der Deutschen Sprache, Poesie und Beredsamkeit, Deutsche Schaubühne nach den Regeln und Exempeln der Alten; zahlreiche Werk-Übersetzungen von Gottfried Wilhelm Leibniz, Bernard le Bovier de Fontenelle, Charles Batteux und Claude Adrien Helvétius
- Johann Jacob Bodmer und Johann Jakob Breitinger Von dem Wunderbaren in der Poesie und dessen Verbindung mit dem Wahrscheinlichen, Über die poet. Gemälde der Dichter

In der Literaturfehde zwischen Gottsched und den Schweizern Bodmer und Breitinger bricht der Gegensatz zwischen vernunftbezogener Poetik (Position Gottscheds) und gefühlsbezogener Poetik (Position Bodmers und Breitingers) auf.
- Johann Elias Schlegel Abhandlung, daß die Nachahmung der Sache, der man nachahmt, zuweilen unähnlich werden müsse
- Johann Adolf Schlegel kritische Abhandlung im Anhang seiner Batteux-Übersetzung
- Gotthold Ephraim Lessing Hamburgische Dramaturgie, Laokoon

### Sturm und Drang und Klassik (Deutschland)
- Friedrich Schiller
- Jakob Michael Reinhold Lenz
- Gottfried August Bürger
- Johann Gottfried Herder
- Johann Georg Hamann
- Heinrich Wilhelm von Gerstenberg
- Johann Wolfgang von Goethe
- Heinrich von Kleist: Über das Marionettentheater, Über die allmähliche Verfertigung der Gedanken beim Reden

### Romantik und Moderne
Für die Poetik der Romantik und der Moderne ist der Gedanke der Produktivität der Einbildungskraft zentral. Im Unterschied zur strengen klassizistischen Trennung der Gattungen Lyrik, Epik, Dramatik entwickelte die Romantik auch in Einsicht der Aufhebbarkeit aller Ordnungen, die die Französische Revolution nachhaltig vor Augen geführt hatte, die Idee einer progressiven Universalpoetik. Seit dem 19. Jahrhundert wird Poetik im Rahmen von Literaturkritik und Literaturwissenschaft betrieben. Hier konnte sich, den unterschiedlichen, formal oder inhaltlich bestimmten theoretischen Ausgangspunkten entsprechend, eine Vielzahl von Positionen ergeben. Die moderne Poetik löst sich so ab von der Nachahmungsästhetik. Sie erkennt als „erstes Gesetz“ an, „dass die Willkür des Dichters kein Gesetz über sich leide“ (Friedrich Schlegel). Daneben wird die Eigenpoetik der Sprache bedeutsam, wie dies Novalis und Stéphane Mallarmé erkannt haben. Die Poetik des Futurismus bringt neue Techniken der Collage und Montage ins Spiel. Diese brechen die Kontinuität von Erzählformen auf zugunsten einer Reihung disparater Textelemente. Im letzten Drittel des 20. Jahrhunderts spielt die Postmoderne als eine Technik des ironischen Zitierens bekannter Motive eine wichtige Rolle.